# 某一天
《某一天》（韓語：어느 날），為韓國Coupang Play首個原創內容，於2021年11月27日起播出的電視劇，是由《熱血司祭》、《Punch》、《悄悄話》、《便利店新星》的李明佑導演與《火之女神井兒》、《大撲》的權順奎編劇合作打造的作品。本劇講述圍繞一個女人的殺人事件而展開的兩個男人的激烈故事，通過大眾的角度揭露刑事司法制度。
本劇原先以《那天晚上》為人所知，但在企劃階段改了劇名為《某一天》。
Viu獲得該劇在香港、東南亞、中東及南非等17個地區的播放權，於2021年11月27日與韓國同步播出。。台灣由friDay影音於2021年11月27日獨家播出。日本由亞馬遜日本於2021年11月27日播出。

## 演員陣容

### 主要人物
| 演員   | 角色                           | 介紹 | 粵語配音 |
| 金秀賢 | 金賢秀                         | 平凡、文靜、誠實的大學生，患有哮喘。一個晚上的失誤成為謀殺案的主要嫌疑人，是引領全劇的人物。 | 嚴鎮華   |
| 車勝元 | 申仲韓                         | 專挑雜犯的三流律師，和解和緩刑的能手。是唯一向金賢秀伸出援手的律師。他艱難的通過司法考試，這輩子都沒有一流過一次，那樣的他遇到金賢秀後，與不合理的司法正義相碰撞，然後逐漸發生變化。雙腳患有嚴重皮膚過敏，一直在找方法醫治。 | 李家輝   |
| 金洪發 | 朴相範                         | 離退休還有3個月，擁有32年經驗的老刑警。為了光榮退休和妟太熙說好要將金賢秀當成犯人入獄。 | 周鑫霆   |
| 李雪   | 徐秀珍 （香港Now譯名為徐素珍） | 著名律師事務所的新進助理律師，充滿人文主義，賢秀的大學師姐。 | 楊婉潼   |
| 黃世温 | 洪菊花                         | 劇中謀殺案的被害者。 | 成樂怡   |
| 金新綠 | 妟太熙                         | 名牌高中出身的金湯匙、首爾大法學院畢業、司法考試也毫無阻礙的精英檢察官。雖然完美主義下，一次都沒失敗過的100%勝訴，但在部長檢察官晉升中卻屢屢受挫。為了升遷和朴美京串通好讓金賢秀自白判10年。                                 | 姜嘉蕾   |

### 監獄人物
| 演員   | 角色   | 介紹                                                                         | 粵語配音 |
| 金成圭 | 都志泰 | 掌控北部監獄的監獄王。貌似在幫助金賢秀，目的只不過是不想金賢秀步入他的後塵。 | 袁德基   |
| 劉熙帝 |        | 都志泰的左右手，綽號「接骨師」。                                             | 周倚天   |
| 楊慶元 | 朴斗植 | 白虎幫小混混，為了效忠老大，故意闖禍進入北部監獄。一直欺凌金賢秀。           | 李家傑   |
| 柳承穆 | 鄭相秀 | 北部監獄囚犯，十分照顧同囚室的金賢秀。                                       | 柯偉聰   |
| 李鉉傑 | 金正萬 | 北部監獄獄警，職級中尉，受都志泰控制。                                       | 黃龍傑   |
| 金美惠 |        | 北部監獄醫生。                                                               | 莫曉晴   |
| 朴素允 |        | 北部監獄醫生。                                                               | 鄧潔麗   |
| 金圭白 |        | 金賢秀的同倉。                                                               | 陳成港   |
| 河英鎮 |        | 北部監獄獄警。                                                               | 周倚天   |
| 成洛京 | 宋白虎 | 白虎幫老大。                                                                 | 周倚天   |
| 李耀成 | 金正洙 | 與都志泰友好的獄警。                                                         | 譚漢華   |

### 特別演出
| 演員   | 角色 | 介紹         | 粵語配音 |
| 金裕貞 |      | 拘留所嫌犯。 | N/A      |

### 其他人物
| 演員   | 角色   | 介紹                                                                                       | 粵語配音 |
| 金英雅 | 洪正雅 | 國家科學調查研究員，申仲韓前妻，已離婚5年。                                                | 鄧潔麗   |
| 徐在熙 | 朴美京 | 明星律師，著名律師事務所合夥人。為了知名度而主動提出為金賢秀免費辯護，企圖說服金賢秀認罪。 | 吳梅     |
| 朴胤熙 | 金正宰 | 金賢秀的父親，計程車司機。                                                                 | 譚漢華   |
| 蘇熙靜 | 洪愛京 | 金賢秀的母親。                                                                             | 鄧潔麗   |
| 朴賢智 | 金智秀 | 金賢秀的妹妹。                                                                             | 莫曉晴   |
| 李水光 | 柳承勳 | 目擊證人，車子被金賢秀的計程車碰撞。                                                       | 黃龍傑   |
| 朴奉序 | 河魯錫 | 目擊證人，洪菊花的鄰居，看到金賢秀慌忙離開，覺得不妥而報警。                               | 譚漢華   |
| 金允貞 | 朴韓星 | 巡警。                                                                                     | 鄧潔麗   |
| 金洛均 |        | 巡警。                                                                                     | 周倚天   |
| 朴魯慶 | 趙賢浩 | 巡警。                                                                                     | 黃龍傑   |
| 金寬模 |        | 巡警。                                                                                     | 孫國統   |
| 申熙國 |        | 巡警。                                                                                     | 孫國統   |
| 李在寅 |        | 犯罪現場探員。                                                                             | 譚漢華   |
| 韓東元 | 朴刑警 | 刑警。                                                                                     | 鄧燦陽   |
| 姜必善 |        | 刑警。                                                                                     | 潘昀雋   |
| 吳振碩 |        | 刑警。                                                                                     | 袁德基   |
| 尹孝植 | 劉泰漢 | 警署署長。                                                                                 | 黃龍傑   |
| 朴贊佑 | 李英燦 | 申仲韓的客戶。                                                                             | 柯偉聰   |
| 朴在琓 |        | 法官。                                                                                     | 黃龍傑   |
| 申雨哲 | 趙光弼 | 洪菊花的繼父。                                                                             | 李家傑   |
| 文秀英 | 朴燦烈 | 為洪菊花治療酗酒的精神科醫生，與洪菊花有不為人知的一面。                                   | 黃龍傑   |
| 文藝媛 | 姜多景 | 記者，和申仲韓相熟。                                                                       | 莫曉晴   |
| 楊熙宇 |        | 偷拍狂。                                                                                   | 黃龍傑   |
| 尹海彬 | 申海茵 | 申仲韓的女兒。                                                                             | 莫曉晴   |
| 崔熙真 |        | 法官。                                                                                     | 吳梅     |
| 朴尚輝 |        | 檢察官。                                                                                   | 周倚天   |
| 徐英三 |        | 申仲韓的皮膚科主診醫生。                                                                   | 譚漢華   |
| 徐東錫 |        | 申仲韓的客戶。                                                                             | 周倚天   |
| 韓昇道 |        | 國科搜的測謊機操作員。                                                                     | 鄧燦陽   |
| 裴起範 |        | 負責還押審查的法官。                                                                       | 袁德基   |
| 徐光載 |        | 針灸師。                                                                                   | 譚漢華   |
| 全圭一 |        | 法官。                                                                                     | 譚漢華   |
| 鄭志浩 |        | 國科搜的藥檢員。                                                                           | 李家傑   |
| 羅恩泉 | 尹孝貞 | 和洪菊花同居兩年的朋友。                                                                   | 莫曉晴   |
| 金炯默 |        | 法務部的監察組長。                                                                         | 李家傑   |
| 禹貞媛 |        | 法務組調查官。                                                                             | 吳梅     |
| 李豊運 | 嚴基宗 | 向洪菊花售賣毒品。                                                                         | 周倚天   |
| 金文浩 |        | 速遞公司員工。                                                                             | 鄧燦陽   |
| 黃尚慶 | 李哲浩 | 速遞員，事發當天在加油站遇到金賢秀和洪菊花。                                               | 柯偉聰   |

## 集數
| 集數 | 播出日期   | 標題   | 韓文標題 |
| ---- | ---------- | ------ | -------- |
| 1    | 2021/11/27 | 某一天 | 어느 날  |
| 2    | 2021/11/28 | 疑犯   | 용의자   |
| 3    | 2021/12/04 | 律師   | 변호사   |
| 4    | 2021/12/05 | 認罪   | 자백     |
| 5    | 2021/12/11 | 生存   | 생존     |
| 6    | 2021/12/12 | 面具   | 가면     |
| 7    | 2021/12/18 | 改變   | 변신     |
| 8    | 2021/12/20 | 結局   | 결말     |

## 原聲帶
- Part.1（發行日期：2021年11月28日）[7]

| 曲序 | 曲目                    | 演唱            | 时长 |
| ---- | ----------------------- | --------------- | ---- |
| 1.   | Ice Cream Love          | 輝人（MAMAMOO） | 3:27 |
| 2.   | Ice Cream Love（Inst.） |                 | 3:27 |

- Part.2（發行日期：2021年12月4日）[8]

| 曲序 | 曲目                | 演唱             | 时长 |
| ---- | ------------------- | ---------------- | ---- |
| 1.   | Blood Sign          | msftz (미스피츠) | 3:33 |
| 2.   | Blood Sign（Inst.） |                  | 3:33 |

- Part.3（發行日期：2021年12月11日）[9]

| 曲序 | 曲目          | 演唱   | 时长 |
| ---- | ------------- | ------ | ---- |
| 1.   | 白紙（백지）  | 禹元才 | 3:06 |
| 2.   | 白紙（Inst.） |        | 3:06 |

- Part.4（發行日期：2021年12月19日）[10]

| 曲序 | 曲目                 | 演唱   | 时长 |
| ---- | -------------------- | ------ | ---- |
| 1.   | Pray For Me          | VICTON | 3:31 |
| 2.   | Pray For Me（Inst.） |        | 3:31 |

- Part.5（發行日期：2021年12月26日）[11]

| 曲序 | 曲目                 | 演唱 | 时长 |
| ---- | -------------------- | ---- | ---- |
| 1.   | Another Day          | YELO | 3:32 |
| 2.   | Another Day（Inst.） |      | 3:32 |

## 迴響

### Naver網絡電視劇推薦榜[12]
- 連續25日第一名（11/28-12/22）

### MobileIndex 應用程式市場數據[13]
據2021年12月8日和2021年12月24日公開的數據，以下效應是由11月27日《某一天》上映後達到的。
- 公開第1、2集後的11月28日的日活躍用戶數（DAU）比前一周的11月21日增長了41.9%，公開第4集後的12月5日的DAU比第1集公開前的11月26日增長了94.2%。

- 公開第1、2集後的11月28日，新用戶數和前一周相比增加了171%，至11月29日的新用戶數比前一天增加了85%，記錄了比前一周增長254%的佳績。公開第3集後的12月3日新用戶數和前一周相比增加了136%，公開第4集後的12月4日的新用戶數再次比前一周增加了47%。

- 以Google Android 為基準，Coupang Play的12月份日活躍用户數超過了60萬人，比起11月份的日活躍用戶數增加了1.5倍以上。每天最高超過62萬人使用Coupang Play。

- Coupang Play在Android上的人均使用時間從12月份的平均值來看是60~65分鐘，比11月份至少增加了20%以上。多的時候增長至75分鐘。

- 以Google Android 和Apple iOS為基準，在12月份新安裝的Apps的排名中，Coupang Play上升到第3位。（1-8月份及11月份未能進入前10名，9月和10月份分别佔第10名和第9名）

## 提名及獲獎列表
| 年份 | 颁奖礼                | 奖项                     | 入围者     | 结果 |
| ---- | --------------------- | ------------------------ | ---------- | ---- |
| 2022 | 第1屆青龍系列大獎     | 最佳男配角獎             | 楊慶元     | 提名 |
| 2022 | 第8屆APAN Star Awards | OTT劇男子最優秀演技獎    | 金秀賢     | 提名 |
| 2022 | 第8屆APAN Star Awards | 人氣男演員獎             | 金秀賢     | 提名 |
| 2022 | 第29屆亞洲電視大獎    | 最佳原創網劇獎           | 《某一天》 | 提名 |
| 2022 | 第29屆亞洲電視大獎    | 最佳網絡劇男主角獎       | 金秀賢     | 提名 |
| 2022 | 第29屆亞洲電視大獎    | 最佳導演獎(戲劇或虛構類) | 李明佑     | 獲獎 |

## 外部連結
- Daum上《某一天》的資料
- 台灣八大電視官方網站（繁體中文）

| 臺灣 八大戲劇台 星期日 22:00 - 00:00（兩集連播）            | 臺灣 八大戲劇台 星期日 22:00 - 00:00（兩集連播） | 臺灣 八大戲劇台 星期日 22:00 - 00:00（兩集連播） |
| ----------------------------------------------------------- | ------------------------------------------------ | ------------------------------------------------ |
|                                                             | 某一天 （2022年3月6日－2022年4月10日）           |                                                  |
| 來魔女食堂吧 （星期六、日） （2022年2月20日－2022年3月5日） | 惡魔法官 （2022年4月17日－2022年7月10日）        |                                                  |

| 新加坡、 马来西亚、 印度尼西亞 ONE HD 週末 21:45 - 23:00（UTC+8） | 新加坡、 马来西亚、 印度尼西亞 ONE HD 週末 21:45 - 23:00（UTC+8） | 新加坡、 马来西亚、 印度尼西亞 ONE HD 週末 21:45 - 23:00（UTC+8） |
| ----------------------------------------------------------------- | ----------------------------------------------------------------- | ----------------------------------------------------------------- |
|                                                                   | 某一天 （2022年3月19日－2022年4月10日）                           |                                                                   |
| 读懂恶之心的人们 （2022年1月15日－2022年3月13日）                 | Again My Life (2022年4月30日- 2022年)                             |                                                                   |

| 香港 Now劇集台 每日 22:00 - 23:00             | 香港 Now劇集台 每日 22:00 - 23:00            | 香港 Now劇集台 每日 22:00 - 23:00                        |
| --------------------------------------------- | -------------------------------------------- | -------------------------------------------------------- |
|                                               | 某一天 （2022年9月16日－2022年9月27日）      |                                                          |
| Ghost Doctor （2022年8月23日－2022年9月15日） | 花開時想月 （2022年9月28日－2022年10月20日） |                                                          |
| 香港 ViuTV 星期一至五 21:30－22:30            |                                              |                                                          |
| 殺手廢J （2023年2月6日－2023年2月15日）       | 某一天 （2023年2月16日－2023年3月3日）       | 婚前試行為（非戲劇節目） （2023年3月6日－2023年3月24日） |